# Rechtliche Regelungen zu Cannabis nach Ländern

Medizinisches Cannabis — rechtliche Situation
legal (verschreibungspflichtig)
legal auch für den privaten Konsum

Privater Konsum von Cannabis — strafrechtliche Wertung des Besitzes kleinerer Mengen
legal
entkriminalisiert
keine zwingende Strafverfolgung
illegal
keine Information

Dieser Artikel beschäftigt sich mit den rechtlichen Regelungen zu Cannabis nach Ländern; alle weiteren Aspekte finden sich in den Hauptartikeln Cannabis als Rauschmittel, Cannabis und Cannabinoide als Arzneimittel und Nutzhanf.

## International

### Weltweit
Der völkerrechtliche Rahmen für den Umgang mit Suchtstoffen wird durch drei internationale Suchtstoffübereinkommen geregelt.
Basis der weltweiten Drogenkontrolle ist das Einheits-Übereinkommen von 1961 über Suchtstoffe in der Fassung von 1972 (Single Convention on Narcotic Drugs; „Einheitsübereinkommen“). Es teilt Drogen nach ihrer Verkehrsfähigkeit in vier Klassen ein, für die zum Teil verschiedene Vorschriften des Einheitsübereinkommens gelten und erfasst dabei Cannabis. Das Einheitsabkommen ist ein internationaler Vertrag mit dem Ziel, die Verfügbarkeit einiger Drogen, darunter auch Cannabispräparate (Hanfzubereitungen), einzuschränken. Das Einheitsabkommen bindet als völkerrechtlicher Vertrag über 180 Staaten und bestimmt teilweise direkt nationale Drogengesetze. Mehrere Artikel des Einheitsabkommens wurden mit dem Protokoll vom 25. März 1972 geändert oder ergänzt. Kanada und Uruguay verstoßen mit ihren Regelungen zu Cannabis offen gegen diesen Vertrag, ohne dass dies bisher Konsequenzen gehabt hätte.
Daneben gilt das Übereinkommen über psychotrope Stoffe von 1971 (Convention on Psychotropic Substances; „Übereinkommen 1971“), das die internationale Drogenkontrolle auf insbesondere synthetische psychotrope Stoffe erstreckt.
Ergänzt werden beide Übereinkommen durch das Übereinkommen gegen den unerlaubten Verkehr mit Suchtstoffen und psychotropen Stoffen von 1988 (UN Convention against Illicit Traffic in Narcotic Drugs and Psychotropic Substances; „Übereinkommen 1988“).

### Europäische Union
In der Europäischen Union gibt es keine einheitliche Regelung über die Verkehrsfähigkeit von Cannabis. Es bestehen lediglich einheitliche Qualitätsanforderungen an Arzneimittel in Form der Guten Praxis für die Sammlung und den Anbau von Arzneipflanzen (GACP) für den Anbau und der Guten Herstellungspraxis (GMP) für die Prozesse nach der Ernte. Jeder EU-Mitgliedsstaat entscheidet in den Grenzen eines Rahmenbeschlusses von 2004 und des Schengener Durchführungsübereinkommens selbst, ob ein Stoff und der grenzüberschreitende Drogenhandel unter das jeweilige nationale Betäubungsmittelrecht fallen oder nicht.

## Deutschsprachige Staaten

### Rechtslage in Deutschland bis zum 31. März 2024
Die Bundesrepublik Deutschland hat alle drei internationalen Suchtstoffübereinkommen ratifiziert. Bei der Ratifikation des Übereinkommens 1988 hat sie bei Hinterlegung der Ratifikationsurkunde am 30. November 1993 folgende Interpretationserklärung abgegeben: „Nach dem Verständnis der Bundesrepublik Deutschland können die in Art. 3 Abs. 2 genannten Grundzüge der Rechtsordnung einem Wandel unterliegen.“ Nach dem Willen der Bundesrepublik Deutschland sollte „die Erklärung mit dem Ziel vorausschauender Flexibilität gewährleisten, dass die Vorgaben des Übereinkommens einer eventuell späteren Änderung des deutschen Regelungsansatzes im Umgang mit Suchtstoffen aufgrund der Entwicklungen im Drogenbereich sowie insbesondere aufgrund eines damit einhergehenden, fortentwickelten gesundheits- und drogenpolitischen Verständnisses, etwa hin zu einer moderneren Cannabispolitik, nicht im Wege stehen.“
Das Bundesverfassungsgericht hat mit seinem sogenannten „Cannabis-Beschluss“ aus dem Jahr 1994 klargestellt, dass für den Konsum von Cannabis der Schutzbereich der allgemeinen Handlungsfreiheit nach Art. 2 Abs. 1 GG eröffnet ist und dass „[s]oweit die Strafvorschriften des Betäubungsmittelgesetzes Verhaltensweisen mit Strafe bedrohen, die ausschließlich den gelegentlichen Eigenverbrauch geringer Mengen von Cannabisprodukten vorbereiten und nicht mit einer Fremdgefährdung verbunden sind, (...) die Strafverfolgungsorgane nach dem Übermaßverbot von der Verfolgung der in § 31a BtMG bezeichneten Straftaten grundsätzlich abzusehen haben.“
Nach der Gesetzesbegründung spiegeln das Cannabisgesetz (CanG) und die darin enthaltenen Regelungen seit dem 1. April 2024 die grundlegenden Bestimmungen einer geänderten Rechtsordnung wider und stehen sowohl mit der bei Hinterlegung der Ratifikationsurkunde zum Übereinkommens 1988 am 30. November 1993 abgegebenen Interpretationserklärung als auch dem EU-Rahmenbeschluss von 2004 in Einklang.

#### Nicht verkehrsfähiges Cannabis
In Deutschland gehörten „Pflanzen und Pflanzenteile der zur Gattung Cannabis gehörenden Pflanzen“ und „Haschisch, das abgesonderte Harz der zur Gattung Cannabis gehörenden Pflanzen“, sowie die Tetrahydrocannabinole Δ6a(10a)-THC, Δ6a-THC, Δ7-THC, Δ8-THC, Δ10-THC, Δ9(11)-THC und ihre stereochemischen Varianten gemäß § 1 Betäubungsmittelgesetz (BtMG) in Verbindung mit der Anlage I des BtMG zu den nicht verkehrsfähigen Stoffen. Ohne Genehmigung des Bundesinstituts für Arzneimittel und Medizinprodukte (BfArM) waren Anbau, Herstellung, Handel, Einfuhr, Ausfuhr, Abgabe, Veräußerung, sonstige Inverkehrbringung, Erwerb und Besitz von allen Pflanzenteilen des Cannabis nach §§ 29 ff. BtMG strafbar.
Die Versuchsstrafbarkeit beim Anbau von Cannabis begann mit dem Heranschaffen des Saatgutes an eine vorbereitete Fläche. Allerdings war bereits der Erwerb und Besitz von Cannabissamen nach Anlage I Teil B zum BtMG strafbar.

#### Aktuelle Rechtslage
Cannabis wurde mit Wirkung zum 1. April 2024 aus der Anlage I des BtMG gestrichen. Der private Besitz von bis zu 25 g Cannabis (bis zu 50 g in der eigenen Wohnung) wurde damit legal, ebenso der Anbau von bis zu drei Cannabispflanzen.
Extrahierte Cannabinoide bzw. synthetische Cannabinoide sind weiterhin nicht verkehrsfähig – ausgenommen Auszüge des gesamten Spektrums der Cannabispflanze, z. B. Haschisch / Rosin.

#### Ausnahmen
Eine Genehmigung kann jedoch ausnahmsweise zu wissenschaftlichen oder anderen im öffentlichen Interesse liegenden Zwecken erteilt werden. Ausgenommen sind nur Faserhanf-Sorten, die auf einen künstlich stark reduzierten THC-Gehalt hin gezüchtet wurden. Auch deren Anbau ist aber nur für Landwirte mit Sondergenehmigung und unter strengen Auflagen erlaubt. Seit Anfang 2009 gab es die ersten Ausnahmegenehmigungen für die medizinische Verwendung von Cannabis.
Der Cannabiswirkstoff Tetrahydrocannabinol (Δ9-THC) unterlag der Anlage II des BtMG.

#### Verkehrsfähigkeit als Arznei
Seit Mai 2011 in Deutschland, mit der Verkündung der 25. Verordnung zur Änderung betäubungsmittelrechtlicher Vorschriften im Bundesgesetzblatt, ist Cannabis, sofern es für die Zubereitung von Arzneimitteln verwendet wird, verkehrsfähig und cannabishaltige Fertigarzneimittel verschreibungsfähig. Seit dem 10. März 2017 können Ärzte in Deutschland darüber hinaus ihren Patienten auch Cannabisblüten und Cannabisextrakte verschreiben. Die Krankenkassen übernehmen die Kosten unter den Voraussetzungen des § 31 Abs. 6 SGB V.

#### Strafrecht
Der Konsum von Betäubungsmitteln ist in Deutschland nicht verboten. Er gilt rechtlich als straffreie Selbstschädigung (vgl. objektive Zurechnung). Es ist von Kommentatoren des Betäubungsmittelgesetzes wie von Richtern anerkannt, dass man Drogen konsumieren kann, ohne sie im gesetzlichen Sinne erworben zu haben. Das ist von praktischer Bedeutung, weil aus diesen Gründen aus einem positiven Drogentest nicht auf eine strafbare Handlung geschlossen werden kann. In der Regel kommt es aber zu einem Eintrag in die Führerscheindatei (Drogenkonsument: Fahren unter Einfluss psychoaktiver Substanzen). Dabei reicht bereits ein einziger Eintrag, der beim Test auch unterhalb des Grenzwertes liegen kann (BTM-Anzeige unter der Grenze, bez. THC-COOH-Wert), um eine Aufforderung zum Drogenscreening durch die Verwaltungsbehörde zu bekommen. Hierbei gilt die umgekehrte Beweislast. Der Führer eines Kfz muss auf seine Kosten beweisen, dass die gefundenen Abbauwerte nicht vom Konsum von Drogen herrühren und er charakterlich geeignet ist, ein KFZ zu führen. Wer regelmäßig Cannabis konsumiert, gilt als charakterlich nicht geeignet, ein KFZ zu führen. Die Fahrerlaubnis wird dauerhaft entzogen, um Gefahren im Straßenverkehr vorbeugend abzuwenden.
Konsummustergrenzwerte THC-COOH nach Daldrup
Zeitnah nach Konsum gemessen im Blut-Serum:
| weniger als 5 ng/ml  | keinerlei Aussage                  |
| 5 bis 10 ng/ml       | Verdacht auf gelegentlichen Konsum |
| von 10 bis 150 ng/ml | gelegentlicher Konsum              |
| mehr als 150 ng/ml   | regelmäßiger Konsum                |

Durch ein gerichtsfestes Screening bis acht Tage nach dem Konsum gemessen im Serum:
| weniger als 5 ng/ml | einmaliger Konsum möglich, Verdacht auf gelegentlichen Konsum |
| 5 bis 75 ng/ml      | gelegentlicher Konsum                                         |
| mehr als 75 ng/ml   | regelmäßiger Konsum                                           |

#### Geringe Menge
Strafverfahren, wegen des Erwerbs von geringen Mengen Cannabisprodukten, die im Bereich von „Kleinstmengen“ liegen, werden unter bestimmten Voraussetzungen auf Grund des Cannabis-Beschlusses des Bundesverfassungsgerichts vom 9. März 1994 eingestellt. Die als Kleinstmenge titulierte Menge ist in den Bundesländern unterschiedlich geregelt. In Nordrhein-Westfalen sind es z. B. (Stand August 2013) 10 g Bruttomenge Cannabis. Geringe Mengen Cannabis werden beim Fund beschlagnahmt und das Strafverfahren in jedem Fall eingeleitet. Über eine eventuelle Einstellung entscheidet die Staatsanwaltschaft. Diese Regelung gilt nur für Gelegenheitskonsumenten. Die Auslegung des Beschlusses liegt im Ermessen des Richters bzw. Staatsanwalts und hängt von weiteren Umständen des Einzelfalls ab. Wurde gegen den Angeklagten bereits früher wegen Besitzes geringer Mengen ermittelt, so kann dieser nicht mit einer erneuten Einstellung nach den Maßgaben des Bundesverfassungsgerichts rechnen. Ebenso darf keine Fremdgefährdung durch Konsum in der Öffentlichkeit vorliegen, wie beispielsweise bei einer Kundgebung. 1990 erhob der Lübecker Richter Wolfgang Nešković unter dem Schlagwort „Recht auf Rausch“ die Forderung an das Bundesverfassungsgericht, Cannabis zu legalisieren. Dieser Forderung kam es bislang nicht nach, beauftragte aber die Innenministerkonferenz, eine bundesweit gültige Höchstgrenze für Eigenverbrauchsmengen festzulegen. Dies vollständig umzusetzen wurde bisher vernachlässigt.
Im Juni 2018 beschlossen die Justizminister der deutschen Bundesländer, eine einheitliche Obergrenze für den Eigenbedarf an Cannabis festzulegen. Beim Besitz von bis zu sechs Gramm könnten Strafverfahren eingestellt werden.
Die damalige Drogenbeauftragte der Bundesregierung, Daniela Ludwig, schlug im August 2021 vor, Cannabis-Besitz bis zu einer Eigenbedarfsgrenze von sechs Gramm künftig als Ordnungswidrigkeit zu verfolgen und nicht mehr als Straftat. Die Konsumenten sollten wie in Portugal wählen können, ob sie ein Bußgeld zahlen oder sich einer Suchtberatung unterziehen. Es wurde allerdings kein entsprechender Gesetzentwurf von der damaligen Bundesregierung eingebracht.

#### Nicht geringe Menge
Die „nicht geringe Menge“ entsprechend der Formulierung der § 29a Abs. 1 Nr. 2, § 30 Abs. 1 Nr. 4 und § 30a Abs. 1 BtMG bezieht sich, anders als die „geringe Menge“, nicht primär auf das Gesamtgewicht der sichergestellten Substanz, sondern auf das Gewicht des enthaltenen Wirkstoffs, in diesem Fall des THCs. Daher kann die Feststellung auch erst nach der labormäßigen Feststellung des Wirkstoffgehalts erfolgen und setzt dementsprechend die Beschlagnahmung und Auswertung des fraglichen Materials voraus.
Im Bereich Cannabis ist die „nicht geringe Menge“ bei einer Wirkstoffmenge von 7,5 Gramm THC gegeben: Bereits bei Besitz dieser Menge ergibt sich daraus, rein rechtlich betrachtet, ein Verbrechenstatbestand (Freiheitsstrafe nicht unter 1 Jahr, in minder schweren Fällen mindestens 3 Monate Freiheitsstrafe). Darüber hinaus, also neben dem Wirkstoffgehalt des beschlagnahmten Rauschmittels, ist die Rauschmittelmenge als solche ein weiterer bestimmender Strafzumessungsgrund. Deshalb verlangt die Rechtsprechung für die Urteilsbegründung neben der Feststellung des Wirkstoffgehalts grundsätzlich auch Angaben zur Gesamtmenge.
Durch das seit April 2024 gültige Cannabisgesetz sank die Strafe für den Besitz einer nicht geringen Menge in § 34(3) Nr. 4 auf einen Strafrahmen von 3 Monaten bis zu 5 Jahren Freiheitsstrafe.

#### Entwicklung der Cannabisbezogenen Strafverfahren
Zahl der eingeleiteten Ermittlungsverfahren bei Cannabis in Deutschland:
| Jahr | Cannabisdelikte | Jahr | Cannabisdelikte |
| ---- | --------------- | ---- | --------------- |
| 1991 | 51.615          | 2007 | 141.391         |
| 1992 | 47.899          | 2008 | 132.519         |
| 1993 | 49.675          | 2009 | 130.963         |
| 1994 | 58.785          | 2010 | 128.868         |
| 1995 | 70.461          | 2011 | 131.951         |
| 1996 | 81.143          | 2012 | 134.739         |
| 1997 | 91.352          | 2013 | 145.013         |
| 1998 | 109.863         | 2014 | 161.040         |
| 1999 | 118.973         | 2015 | 168.724         |
| 2000 | 131.662         | 2016 | 183.015         |
| 2001 | 131.836         | 2017 | 204.904         |
| 2002 | 139.082         | 2018 | 218.660         |
| 2003 | 148.973         | 2019 | 225.120         |
| 2004 | 174.679         | 2020 | 227.958         |
| 2005 | 166.144         | 2021 | 222.108         |
| 2006 | 148.667         | 2022 | 214.242         |

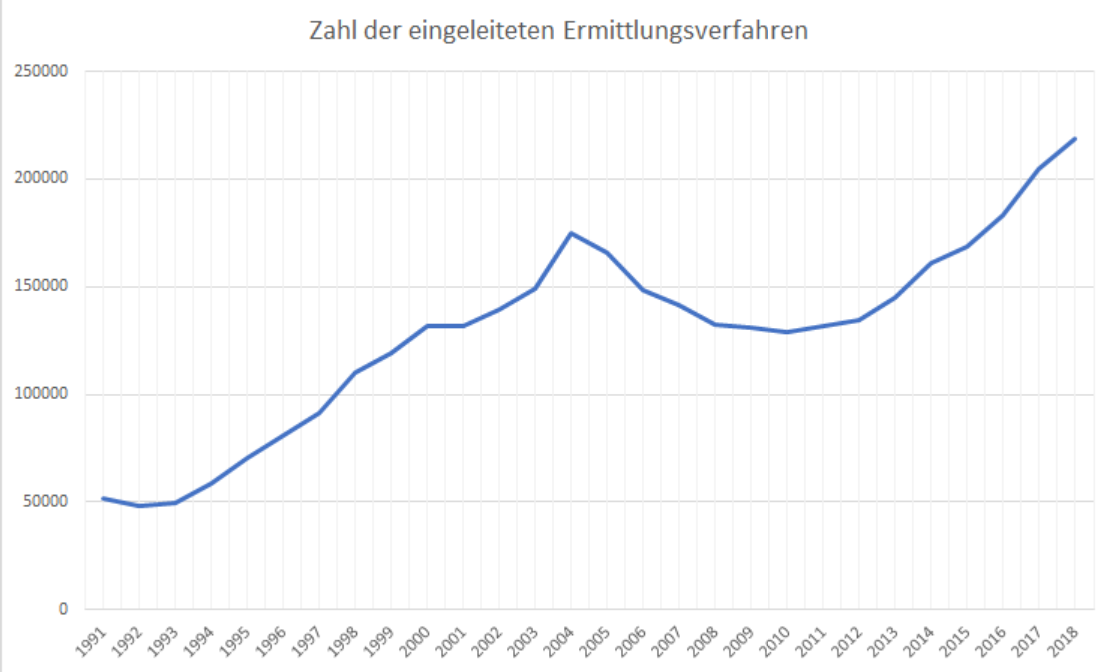
Zahl der eingeleiteten Ermittlungsverfahren bei Cannabis in Deutschland

Vor dem 1. April 2024 verhängte Strafen für Straftaten nach dem Betäubungsmittelgesetz, die nach dem Konsumcannabisgesetz (KCanG) oder dem Medizinal-Cannabisgesetz (MedCanG) nicht mehr strafbar und auch nicht mit Geldbuße bedroht sind, werden erlassen, soweit sie noch nicht vollstreckt sind (Art. 316p, Art. 313 EGStGB).

#### Normenkontrollanträge
Das Bundesverfassungsgericht war mit mehreren Normenkontrollanträgen hinsichtlich der Verfassungskonformität des Cannabis-Verbots befasst. Nachdem es am 9. März 1994 (BVerfGE 90, 145 ff.) die Verfassungskonformität festgestellt hatte, gab es in den folgenden Jahren erneute Normenkontrollanträge. Diese kamen zunächst von den Amtsgerichten Bernau und Münster. Im Juni 2021 reichte auch das Amtsgericht Pasewalk einen entsprechenden Normenkontrollantrag ein. Diese wurden jedoch alle als unzulässig abgewiesen, da es an einer substantiierten Darlegung rechtserheblicher Änderungen der Sach- und Rechtslage fehlte, welche geeignet gewesen wäre, eine erneute verfassungsgerichtliche Prüfung der 1994 entschiedenen Vorlagefragen zu veranlassen.
Verfassungsrechtlich unzulässig sei jedoch eine Hausdurchsuchung mit Beschlagnahme von Cannabispflanzen bei einem Schwerkranken, der eine behördliche Erlaubnis zum Cannabisbesitz zu Therapiezwecken hat, sich aber die entsprechenden cannabishaltigen Fertigpräparate nicht leisten könne, so das Bundesverfassungsgericht am 11. Februar 2015 (Az. 2 BvR 1694/14).

### Cannabisgesetz
Seit der Änderung des Betäubungsmittelgesetzes (BtMG) zum 1. April 2024 gehört Cannabis nicht mehr zu den Betäubungsmitteln. Gemäß § 1 Abs. 1 BtMG sind Betäubungsmittel im Sinne des BtMG die in den Anlagen I bis III aufgeführten Stoffe und Zubereitungen. Nach der gegenüber der bisherigen betäubungsmittelrechtlichen Einstufung veränderten Risikobewertung wurde Cannabis, so wie es in den Anlagen des BtMG definiert war, einschließlich Nutzhanf und Cannabisharz gem. Art. 3 Nr. 6 des Cannabisgesetzes (CanG) aus den Anlagen des BtMG gestrichen und unterliegt nicht mehr den Vorschriften des BtMG.

#### Privater Besitz und Anbau
Die Ampelkoalition, die sich nach der Bundestagswahl 2021 gebildet hat, hat in ihrem am 24. November 2021 veröffentlichten Koalitionsvertrag festgelegt, dass die kontrollierte Abgabe von Cannabis an Erwachsene zu Genusszwecken in lizenzierten Geschäften legalisiert wird. Im Mai 2022 wurde ein entsprechender Gesetzentwurf angekündigt, der in der zweiten Hälfte des Jahres vorgelegt werden sollte. Bundesjustizminister Marco Buschmann ging damals davon aus, dass die Cannabislegalisierung bis zum Frühjahr 2023 umzusetzen sei. Die SPD-Abgeordnete Carmen Wegge erklärte in einem Interview, es sei eine erlaubte Höchstmenge von 20 bis 30 Gramm Cannabis im Gespräch. Bundesfinanzminister Christian Lindner ging im September 2022 ebenfalls von einer Legalisierung im Lauf des Jahres 2023 aus.
Am 12. April 2023 wurden die Eckpunkte eines Gesetzentwurfs vorgestellt. Dieser legalisiert vorerst, abweichend von den ursprünglichen Plänen der Koalition, lediglich den Besitz von maximal 25 Gramm Cannabis (Marihuana oder Haschisch) und den Eigenanbau von höchstens drei Pflanzen, welche vor dem Zugriff durch Kinder und Jugendliche zu schützen sind, sowie den Anbau und die Abgabe der Droge in speziellen nicht-gewinnorientierten Vereinen (Cannabis Clubs mit max. 500 Mitgliedern mit einem Mindestalter von 18 Jahren und Wohnsitz oder gewöhnlichem Aufenthalt in Deutschland), jedoch ist im Gegensatz zu Cannabis Social Clubs der Konsum dort verboten. Es gilt ein allgemeines Werbeverbot für die Vereinigungen und für Cannabis. In Cannabis Clubs dürfen pro Mitglied maximal 25 Gramm Cannabis pro Tag, 50 Gramm pro Monat und sieben Samen oder fünf Stecklinge pro Monat besessen werden. Die Abgabe an Erwachsene unter 21 Jahren ist begrenzt auf 30 Gramm Cannabis pro Monat. Weitergabe an Dritte ist verboten. Es gibt Berichts- und Dokumentationspflichten zu erzeugten und abgegebenen Mengen. Eine Mitgliedschaft in mehreren Vereinigungen ist untersagt. Es gilt ein Verbot des Im- oder Exports von Cannabis als Genussmittel. Der öffentliche Konsum in Sichtweite von Schulen, Kitas o. ä. sowie in Fußgängerzonen zwischen 7 und 20 Uhr ist verboten.
Bußgelder, Zulassungsentzug bzw. Geld-/Freiheitsstrafen bei mehrfachen Verstößen sind möglich. Die Teilnahme an Frühinterventions- und Präventionsprogrammen für Minderjährige, wenn sie Cannabis besitzen oder konsumieren, ist verbindlich. Nach vier Jahren erfolgt eine Evaluation, mit dem Ziel der Prüfung für eventuelle Anpassungen hinsichtlich Gesundheits- und Jugendschutz sowie Zurückdrängung des Schwarzmarktes. Später soll in einem zweiten Schritt der kommerzielle Anbau und Verkauf in Fachgeschäften als wissenschaftlich konzipiertes, regional begrenztes und befristetes Modellvorhaben erlaubt werden, dessen Ergebnisse nach fünf Jahren für weitere Schritte ausgewertet werden.
Im Juli 2023 wurde der Referentenentwurf zu einem Cannabisgesetz veröffentlicht. Danach ist nicht nur der Besitz von bis zu 25 Gramm Cannabis straffrei, sondern auch der Erwerb dieser Menge, unabhängig davon, ob der Erwerb legal oder auf dem Schwarzmarkt erfolgt ist. Eine Zulassung von Edibles (THC-haltige Lebensmittel wie Haschkekse, Gummibärchen usw.) ist nicht vorgesehen. Mitglieder von Cannabis Clubs zwischen 18 und 20 Jahren bekommen maximal 30 Gramm Cannabis pro Monat mit höchstens 10 % Tetrahydrocannabinol.
Das Bundeskabinett verabschiedete den Gesetzentwurf am 16. August 2023.
Ende November 2023 wurde berichtet, dass die Fraktionen der Regierungsparteien sich auf diverse Änderungen gegenüber dem ursprünglichen Gesetzentwurf geeinigt haben: So dürfen im Privatraum bis zu 50 Gramm Cannabis besessen werden, während es im öffentlichen Raum bei 25 Gramm Cannabis bleibt. Die Strafbarkeit soll dabei im privaten Raum erst ab 60 Gramm greifen, im öffentlichen Raum ab 30 Gramm – darunter gilt der Besitz als Ordnungswidrigkeit. Bei den Konsumverboten in der Nähe von Schulen und ähnlichen Einrichtungen wird der Abstand auf 100 Meter reduziert. Vorher waren 200 Meter geplant.
Der Gesetzentwurf wurde am 23. Februar 2024 vom Bundestag mehrheitlich angenommen. Nach der Zustimmung des Bundesrates am 22. März 2024 ist das Cannabisgesetz am 1. April 2024 in Kraft getreten. Für Personen, die das 18. Lebensjahr vollendet haben, ist nach dem Gesetz zum Umgang mit Konsumcannabis (Konsumcannabisgesetz – KCanG) der Besitz, der private Eigenanbau von Cannabis und der gemeinschaftliche Eigenanbau unter bestimmten Voraussetzungen nun nicht mehr illegal.
Am 8. Juli 2024 wurde die deutschlandweit erste Genehmigung für einen Cannabis Social Club durch Niedersachsens Landwirtschaftsministerin Miriam Staudte an einen Club in Ganderkesee übergeben.
Die Ein-, Aus- und Durchfuhr von Cannabis bleibt verboten. Der Zoll warnt daher Konsumenten zur Vermeidung von strafrechtlichen Konsequenzen ausdrücklich davor, im Ausland erworbenes Cannabis nach Deutschland einzuführen.
Auch der Koalitionsvertrag der 21. Wahlperiode des Bundestages enthält, trotz gegenteiliger Forderungen insbesondere aus den Reihen der CSU, keine Rücknahme des Cannabisgesetzes.

#### Medizinischer Gebrauch
In Deutschland können Fertigarzneimittel auf Basis von Nabiximols (Sativex), Dronabinol und Nabilon zugelassen werden. 2007 wurde zum ersten Mal eine Ausnahmegenehmigung zum Besitz von medizinisch indizierten Cannabisblüten erteilt.
Bis März 2017 konnten Patienten bei der Bundesopiumstelle des Bundesinstituts für Arzneimittel und Medizinprodukte (BfArM) eine Ausnahmegenehmigung nach § 3 Abs. 2 BtMG zum Erwerb von Cannabisblüten zur Anwendung im Rahmen einer ärztlich begleiteten Selbsttherapie beantragen. Im Antrag musste der Patient darlegen, dass andere Therapien nicht ausreichend wirksam waren und eine Behandlung mit anderen Cannabismedikamenten nicht möglich ist, etwa weil die Kosten einer Behandlung mit verschreibungsfähigen Cannabismedikamenten nicht von der Krankenkasse übernommen werden. Dem Antrag musste zudem eine ärztliche Stellungnahme beigefügt werden.
2007 wurde solch eine Ausnahmegenehmigung erstmals für eine an multipler Sklerose erkrankte Patientin erteilt, da eine solche Genehmigung nach dem Gesetz „nur ausnahmsweise zu wissenschaftlichen oder anderen im öffentlichen Interesse liegenden Zwecken“ möglich ist. Vorangegangen war die Legitimation durch das Urteil des Bundesverwaltungsgerichtes im Jahr 2005, das in dieser Sicherstellung der notwendigen medizinischen Versorgung der Bevölkerung einen im öffentlichen Interesse liegenden Zweck im Sinne des § 3 Abs. 2 BtMG sah.
Am 11. Januar 2011 entschied das Kölner Verwaltungsgericht erstmals, dass die Versagung der Genehmigung des Eigenanbaus bei einem Patienten mit multipler Sklerose und erheblichen Gleichgewichtsstörungen rechtswidrig war. Die beklagte Bundesrepublik Deutschland, vertreten durch das Bundesinstitut für Arzneimittel und Medizinprodukte (BfArM), aber auch der Kläger selbst, gingen gegen die Entscheidung in die Berufung zum Oberverwaltungsgericht in Münster: die Bundesrepublik weil sie den Eigenanbau verbieten wollte, der Kläger, weil er verhindern wollte, dass das BfArM die Möglichkeit zur Ausübung von Ermessen erhielt. Das Oberverwaltungsgericht wies beide Berufungen zurück und bestätigte die Entscheidung der Vorinstanz. Daraufhin riefen beide Seiten das Bundesverwaltungsgericht an und legten Revision ein, die am 6. April 2016 zugunsten des Klägers (den der Rechtsanwalt Oliver Tolmein vertrat) entschieden wurde. Das Bundesverwaltungsgericht verpflichtete damit zum ersten Mal das Bundesinstitut für Arzneimittel und Medizinprodukte, eine Ausnahmeerlaubnis zum Eigenanbau von Cannabis zu erteilen, da das Betäubungsmittel für die medizinische Versorgung notwendig sei und keine gleich wirksame und erschwingliche Therapiealternative zur Verfügung stehe. Davon unberührt bleibt die Befugnis des BfArM, die Erlaubnis mit Nebenbestimmungen zu versehen. Das Bundesgesundheitsministerium hat nunmehr einen Referentenentwurf erarbeitet, der ermöglicht auch Cannabisblüten zur Behandlung von Patienten zu Lasten der gesetzlichen Krankenkassen zu verordnen. Am 28. September 2016 wurde durch das BfArM der erste Bescheid erlassen, mit dem einem Patienten tatsächlich der Eigenanbau von Cannabis für seine medizinische Selbstversorgung gestattet wurde. Der Bescheid ist bis zum 30. Juli 2017 befristet. Die Erlaubnis erlischt aber, wenn der Patient nach dem geplanten neuen Gesetz Cannabis aus der Apotheke zu Lasten der gesetzlichen Krankenversicherung beziehen kann.
Am 19. Januar 2017 verabschiedete der Bundestag einen Gesetzesentwurf des Bundesgesundheitsministeriums, sodass seit 10. März 2017 bedürftige Schwerkranke kontrolliert angebautes Cannabis auf Rezept bekommen können, wobei die Kosten von den Krankenkassen übernommen werden können. Ärzte sollen eigenverantwortlich entscheiden, ob eine Cannabis-Therapie sinnvoll ist, auch wenn noch andere Behandlungsoptionen bestehen. Um die Versorgung sicherzustellen, soll der Anbau von Cannabis zu medizinischen Zwecken in Deutschland ermöglicht werden. Den für die Zukunft geplanten Anbau koordiniert und kontrolliert eine staatliche Cannabis-Agentur, die dem BfArM untersteht. Die erste Ernte wird für das 4. Quartal 2020 erwartet. Derweil wird der Bedarf durch Importe gedeckt, was aber immer wieder zu Versorgungsengpässen für die Patienten führt (Stand 2018). Der Eigenanbau bleibt trotzdem weiterhin verboten. Ausnahmegenehmigungen der Bundesopiumstelle am BfArM für den Erwerb oder Eigenanbau von Hanf werden damit ungültig.
Schwerkranke dürfen Medizinalcannabis aus der Apotheke innerhalb der EU mit der 30 Tage gültigen Schengen-Bescheinigung mit sich führen. Ohne aktuelle Schengen-Bescheinigung können auch Schwerkranke wegen des Besitzes von BtM einem Strafprozess unterzogen werden. Im Zweifelsfall liegt die Beweislast, dass der Medizinalhanf rechtmäßig erworben wurde, beim Patienten. Führt der Patient lediglich eine aktuelle Fotokopie seines Rezepts mit sich, kann die Polizei vor ort entscheiden, ob geringe Mengen Medizinalhanf beschlagnahmt und eine Anzeige geschrieben wird, oder nicht. Paradoxerweise erweckt das Mitführen von mehr als der geringen Menge (je nach Bundesland) durch die vertrauenswürdig wirkende medizinische Verpackung erfahrungsgemäß oft gutgläubiges Vertrauen von Polizeibeamte, wohingegen eine durch den Kranken portionierte Einzeldosis von 0,1-0,2 g tendenziell Misstrauen erweckt und das Risiko einer Strafanzeige erhöht.
Die Vielzahl der Interessenten an der Zulassung von Cannabis-Produkten ist beträchtlich und wird in Internet-Beiträgen erkennbar.
Auf Anbau und Vertrieb von Cannabis zu medizinischen Zwecken und Cannabis zu medizinisch-wissenschaftlichen Zwecken ist ab dem 1. April 2024 das Gesetz zur Versorgung mit Cannabis zu medizinischen und medizinisch-wissenschaftlichen Zwecken (Medizinal-Cannabisgesetz – MedCanG) anwendbar. Seitdem ist kein Betäubungsmittelrezept mehr für die Verschreibung von Cannabis erforderlich.

#### Ökonomische Perspektiven
Bei kompletter Legalisierung erwartete Justus Haucap im Jahre 2021 eine Cannabissteuer von jährlich 1,8 Milliarden Euro, Mehreinnahmen bei Körperschaft-, Gewerbe- und Umsatzsteuer von zusammen rund 735 Millionen Euro, ein Mehraufkommen an Sozialbeiträgen von 526 Millionen Euro sowie der Lohnsteuer von 280 Millionen Euro, welche durch rund 27.000 Arbeitsplätze in der Cannabiswirtschaft entstehen sollen.
Einsparungen bei der Strafverfolgung würden sich voraussichtlich auf 1,05 Mrd. Euro und bei der Justiz auf 313 Millionen Euro pro Jahr belaufen. Der fiskalische Effekt der kompletten Legalisierung würde sich so auf ca. 4,7 Mrd. Euro pro Jahr beziffern.

### Österreich
In Österreich unterliegt Cannabis den Bestimmungen des Suchtmittelgesetzes (SMG). Die Einstufung von Cannabis als Suchtgift im Sinne des Gesetzes stützt sich auf das Einheitsabkommen über die Betäubungsmittel. Nach dem Gesetz ist zu bestrafen, wer Cannabis erwirbt, besitzt, erzeugt, einführt, ausführt oder einem anderen überlässt oder verschafft. Da der Konsum den (wenn auch nur vorübergehenden) Besitz (Gewahrsam) des Stoffs voraussetzt, fällt auch er automatisch unter die Liste der Straftatbestände.
Als geringe Menge gilt Cannabis mit einer Wirkstoffmasse von weniger als 20 Gramm THC. Dies entspricht, je nach THC-Gehalt des Produkts 80 bis 300 Gramm getrockneter Cannabis-Blüten. Bei Strafverfahren wegen des Erwerbs und Besitzes von geringen Mengen muss die Staatsanwaltschaft die Anzeige gemäß § 35 SMG für eine Probezeit von ein bis zwei Jahren zurücklegen, wodurch Gelegenheitskonsumenten vor einer übermäßigen Kriminalisierung geschützt werden sollen. Bei einem erneuten Suchtgiftvergehen innerhalb der Probezeit wird das Verfahren jedoch wieder aufgenommen. Die Zurücklegung der Anzeige setzt eine Stellungnahme der Gesundheitsbehörde voraus, ob der Angezeigte als Dauerkonsument einer gesundheitsbezogenen Maßnahme gemäß § 11 SMG (amtsärztliche Untersuchungen, Entzugsmaßnahmen, Psychotherapie) bedarf. Der Staatsanwalt kann jedoch gemäß § 35 Abs. 4 SMG von der Einholung einer Stellungnahme absehen, wenn der Angezeigte ausschließlich eine geringe Menge Cannabis für den Eigenverbrauch erworben und besessen hat, und kein Grund zu der Annahme besteht, dass er einer gesundheitsbezogenen Maßnahme bedürfe. Gesundheitsbezogene Maßnahmen bei Cannabis bestehen in der Regel aus Beratungsgesprächen und der regelmäßigen Abgabe von Urinproben über einen längeren Zeitraum.
Grundsätzlich droht schon bei geringen Mengen eine Freiheitsstrafe von bis zu sechs Monaten oder Geldstrafe (§ 27 Abs. 1 SMG), strengere Strafen gelten für das Überlassen von Suchtgift an Minderjährige (§ 27 Abs. 2 Z 1 SMG) und bei Delikten im Zusammenhang mit der gewerblichen Drogenkriminalität (§ 27 Abs. 2 Z 2 SMG). Erwerb und Besitz von großen Suchtmittelmengen für den Eigengebrauch fallen unter den „milderen“ § 27 Abs. 1 SMG. Die Erzeugung, Ein- und Ausfuhr und das Inverkehrsetzen von großen Suchtmittelmengen werden nach dem weit strengeren § 28 SMG bestraft, wobei die Begehung im Rahmen einer Bande bzw. kriminellen Vereinigung schulderschwerend, eine eventuell vorhandene Sucht als überwiegendes Tatmotiv dagegen schuldmindernd gewertet werden. Der Schwerpunkt der strafrechtlichen Verfolgung in Österreich liegt in der Regel bei Delikten mit größerem Umfang, offiziell gilt der Grundsatz Therapie statt Strafe.
Saatgut und Pflanzen unterliegen dem Suchtmittelgesetz, wenn sie zur Erzeugung von Suchtgift geeignet sind oder mehr als 0,3 % THC enthalten. Es gibt hier einen gewissen rechtlichen Freiraum, weil Samen, Blätter, Stängel, Wurzeln und Jungpflanzen diesen THC-Gehalt nicht erreichen und nicht als Suchtgift gelten. Tatsächlich kann man in zahlreichen Geschäften Samen und Jungpflanzen erwerben, die zu potenten Cannabis-Pflanzen heranwachsen können. Der unerlaubte Anbau von Cannabis-Pflanzen für Zwecke der Suchtmittelgewinnung (Herstellung) ist eine Verwaltungsübertretung, die gemäß § 6 Abs 2 iVm § 44 Z 1 SMG mit Geldstrafe bis zu 36 300 Euro, im Nichteinbringungsfall mit Freiheitsstrafe bis zu sechs Wochen bestraft wird. Gerichtlich strafbar ist grundsätzlich erst die Handlung der Suchtmittelgewinnung, d. h. die Trennung der THC-haltigen Pflanzenteile von der Pflanze zwecks Suchtmittelerwerb. Doch in der Praxis werten die Gerichte oft bereits den Anbau bzw. die Herstellung als versuchte Erzeugung im Sinne des SMG. Der Anbau von Cannabis-Pflanzen für Zwecke, die nicht der Suchtmittelgewinnung dienen, etwa als Zierpflanzen oder als Papier-Rohstoff, ist unabhängig vom THC-Gehalt der Sorte straffrei.
Ein Antrag auf Aufhebung des Verbotes von Cannabis wurde im Juli 2022 vom Verfassungsgerichtshof abgelehnt.

### Schweiz
In der Schweiz unterliegt Cannabis dem Betäubungsmittelgesetz. Gegen Ende der 1990er-Jahre tolerierten die Behörden mehrerer Kantone den Verkauf von Marihuana als sogenannte „Duftsäckchen“ in Hanfläden. Besonders bekannt war in diesem Zusammenhang der Kanton Basel, wo es zeitweise mehr Hanfläden als Bäckereien gab. Aufgrund der hohen Umsätze stieg jedoch die Kriminalität im Umfeld der Anbieter deutlich an. Fälle von Schutzgelderpressung, Drohungen und Überfällen häuften sich. Dies führte zwischen 2002 und 2003 zu großangelegten Razzien, bei denen die meisten Hanfläden geschlossen wurden.
Nach dem Schweizer Betäubungsmittelgesetz gilt:
Art. 19:
(1) Mit Freiheitsstrafe bis zu drei Jahren oder Geldstrafe wird bestraft, wer:
a. Betäubungsmittel unbefugt anbaut, herstellt oder auf andere Weise erzeugt;
c. sie unbefugt veräußert, verordnet, auf andere Weise einem anderen verschafft oder in Verkehr bringt;
d. sie unbefugt besitzt, aufbewahrt, erwirbt oder auf andere Weise erlangt.
(2) Der Täter wird mit einer Freiheitsstrafe von mindestens einem Jahr bestraft, wenn er:
b. als Mitglied einer Bande handelt, die sich zur fortgesetzten Ausübung des unerlaubten Betäubungsmittelhandels zusammengeschlossen hat;
c. durch gewerbsmäßigen Handel einen großen Umsatz oder erheblichen Gewinn erzielt;
d. in Ausbildungsstätten oder deren unmittelbarer Umgebung gewerbsmäßig Betäubungsmittel anbietet oder weitergibt.
Art. 19a:
(1) Wer unbefugt Betäubungsmittel konsumiert oder zum Eigenkonsum gegen Art. 19 verstößt, wird mit Buße bestraft.
(2) In leichten Fällen kann das Verfahren eingestellt oder auf eine Strafe verzichtet werden; es kann eine Verwarnung erfolgen.
Art. 19b:
(1) Der Besitz oder die Abgabe einer geringfügigen Menge von Betäubungsmitteln zum Eigenkonsum ist nicht strafbar.
(2) Zehn Gramm Cannabis gelten als geringfügige Menge.
Diese Bestimmungen gelten für Hanf mit einem THC-Gehalt ab 1 %. Für Personen ab 18 Jahren bedeutet dies, dass insbesondere der Verkauf von Cannabis – unabhängig von der Menge – mit Geldstrafe oder Freiheitsstrafe bis zu drei Jahren geahndet werden kann. Bei gewerbsmäßigem oder bandenmäßigem Vorgehen beträgt der Strafrahmen ein bis zwanzig Jahre Freiheitsstrafe. Dies gilt etwa für den Anbau und Verkauf größerer Mengen, etwa aus Indoor-Produktionen mit einem Umsatz ab 100.000 CHF oder bei Zusammenschluss von mindestens zwei Personen zu einer Bande.
Für Handlungen zum Eigenkonsum wie Besitz, Erwerb oder Anbau kann eine Buße von bis zu 10.000 CHF verhängt werden. Mengen bis 10 g bleiben jedoch straffrei, sofern nicht gleichzeitig konsumiert wird. Die unentgeltliche Abgabe an volljährige Dritte ist ebenfalls nicht strafbar, wenn sie zum gleichzeitigen, gemeinsamen Konsum dient.
Der Konsum selbst bleibt bußgeldpflichtig, in der Praxis jedoch meist mit pauschaler Buße von 100 CHF, sofern die Polizei den Konsum direkt beobachtet (seit 1. Oktober 2013). Ist dies nicht der Fall, erfolgt ein reguläres Strafverfahren. Für Minderjährige gilt das Ordnungsbussenverfahren nicht. Zwischen 2016 und 2021 ging die Anzahl solcher Bußen um fast 90 % zurück – von etwa 20.000 auf rund 2.500 Fälle jährlich.
Das Bundesgericht entschied im Juli 2023, dass der Besitz von bis zu 10 g Cannabis für den Eigenkonsum keine Straftat darstellt und daher nicht beschlagnahmt werden darf. Auch die Einfuhr von bis zu 10 g Cannabis ist legal.
Im Februar 2025 verabschiedete die Kommission für soziale Sicherheit und Gesundheit des Nationalrates mit 14 zu 9 Stimmen bei 2 Enthaltungen einen Vorentwurf für ein Bundesgesetz über Cannabisprodukte. Es sieht vor, dass volljährige in der Schweiz wohnhafte Personen Cannabis anbauen, erwerben, besitzen und konsumieren dürfen. Auch eine gewerbliche Produktion soll erlaubt werden. Der Verkauf soll über staatlich lizenzierte Verkaufsstellen und einen einzigen Onlinehändler erfolgen. Werbung für Cannabisprodukte, inklusive Samen und Zubehör, soll verboten sein.

#### Medizinische Verwendung
Seit dem 1. August 2022 ist medizinisches Cannabis in der Schweiz ohne Ausnahmebewilligung erhältlich. Ärztinnen und Ärzte können entsprechende Präparate direkt verschreiben.

#### Cannabisprodukte mit niedrigem THC-Gehalt
Produkte mit unter 1 % THC, meist reich an CBD, gelten in der Schweiz als Tabakersatz und unterliegen dem Lebensmittelrecht. Anbieter müssen ihre Produkte beim Bundesamt für Gesundheit melden und Laboranalysen vorlegen, die das Fehlen psychoaktiver Wirkung bestätigen. Die Verpackungsvorgaben beinhalten Warnbilder (35 % der Vorderseite, 50 % der Rückseite) und Hinweise wie „< 1 % THC“ sowie „ohne Tabak“.
Seit dem 1. Januar 2021 unterliegt CBD-Hanf nicht mehr dem Saatgutrecht, was den landwirtschaftlichen Anbau erleichtert.

#### Pilotprojekte zur kontrollierten Abgabe
Der Bundesrat verabschiedete am 31. März 2021 eine Verordnung zu Pilotprojekten für die kontrollierte Abgabe von Cannabis zu nicht-medizinischen Zwecken. Ab 15. Mai 2021 konnten entsprechende Anträge eingereicht werden. Ziel ist es, die Auswirkungen eines legalen Zugangs auf Gesundheit, Konsumverhalten, Schwarzmarkt und öffentliche Sicherheit wissenschaftlich zu untersuchen.
Die Rahmenbedingungen sind streng: Teilnahme nur für Erwachsene mit Wohnsitz im Versuchskanton; begrenzte Mengen; kein öffentlicher Konsum; keine Werbung. Die Produktqualität muss hoch und biologisch sein; alle Stufen der Lieferkette werden überwacht. Geschultes Personal klärt über Risiken auf.
Die gesetzliche Grundlage ist auf zehn Jahre befristet. Außerhalb dieser Projekte bleibt der Freizeitkonsum illegal.
Die Stadt Zürich plante einen Versuch mit bis zu 2000 Teilnehmern ab Herbst 2022. In Basel begann der Pilotversuch am 30. Januar 2023.

### Luxemburg
Im Juni 2023 wurde ein Gesetz verabschiedet, das den Anbau von bis zu 4 Cannabispflanzen pro Haushalt legalisiert und den Besitz und Erwerb von bis zu 3 Gramm Cannabis zur Ordnungswidrigkeit zurückstuft. Das Gesetz trat am 21. Juli 2023 in Kraft. In einer zweiten Phase des Gesetzes ist auch der legale Verkauf von Cannabis an 14 Verkaufspunkten geplant. Die Verkaufsmenge soll auf 30 Gramm pro Monat beziehungsweise fünf Gramm am Tag limitiert werden. Der Verkauf erfolgt nur an Einwohner Luxemburgs.
Medizinisches Cannabis kann seit Januar 2019 durch bestimmte Ärzte in Luxemburg verschrieben werden.

## Sonstige europäische Staaten

### Albanien
Das albanische Parlament legalisierte im Juli 2023 den Anbau und Gebrauch von medizinischem Cannabis.

### Belgien
Seit Juni 2003 wird der Cannabisbesitz zum persönlichen Gebrauch nicht mehr strafrechtlich verfolgt. Die Grenze liegt bei drei Gramm beziehungsweise einer Pflanze. Es wird jedoch ein Bußgeld von 75 bis 125 Euro verhängt. Für Wiederholungstäter steigt das Bußgeld.

### Frankreich
Der Besitz von bis zu 100 Gramm Cannabis wird mit einer Geldstrafe von 200 Euro (150 Euro bei sofortiger Zahlung) bestraft.
Mit medizinischem Cannabis wurde in Frankreich seit 2021 experimentiert. Die endgültige Zulassung von medizinischem Cannabis wird für 2025 erwartet – die Verwendung getrockneter Blüten soll jedoch nicht erlaubt werden.

### Griechenland
Im Mai 2021 verabschiedete das griechische Parlament ein Gesetz zur Legalisierung des Anbaus und Verkaufs von medizinischem Cannabis.

### Irland
Im Juni 2019 startete in Irland ein fünfjähriges Pilotprogramm, um den Zugang zu medizinischem Cannabis zu schaffen. Dieses Pilotprogramm ermöglicht Ärzten, Patienten eine Behandlung auf Cannabisbasis zu verschreiben. Allerdings können nur Patienten mit bestimmten Erkrankungen davon profitieren, bei denen eine Standardbehandlungen keinen Erfolg gezeigt hat.

### Italien
Drogenkonsum ist in Italien seit der Volksbefragung 1993 nicht strafbar, wird allerdings verwaltungsrechtlich geahndet (Entzug des Führerscheins, der Aufenthaltsgenehmigung, des Waffenpasses etc.).
Art. 73 DPR (Dekret des Präsidenten der Republik) 309/1990 Testo Unico Stupefacenti (Einheitstext für Betäubungsmittel) straft allerdings auch den Drogenbesitz, falls dieser nicht für ausschließlichen Eigengebrauch erfolgt: es wird deshalb relativ oft Anklage erhoben, auch wenn nur eine geringe Menge vorgefunden wird und auch andere Indizien der Weitergabe bestehen (z. B. Auffinden einer Waage, Material für die Verpackung, Bargeld).
Geahndet wird die Herstellung von und der Handel mit Drogen mit Freiheitsstrafen von 6 bis 20 Jahren und Bußen von 26.000 bis 260.000 Euro; die gleichen Strafen gelten auch für den Erwerb oder Besitz von Drogen, falls die Umstände des Funds nicht auf einen rein persönlichen Konsum schließen lassen können.
In wenig schwerwiegenden Fällen kann der Richter, dem ein gewisser Ermessensspielraum gewährt ist, die Gefängnis- und Geldstrafen auf 1 bis 6 Jahre und 3.000 bis 26.000 Euro reduzieren.
Das Kassationsgericht entschied am 19. Dezember 2019, dass der Cannabisanbau für den Eigengebrauch im Eigenheim erlaubt ist.

### Kroatien
In Kroatien wurde medizinisches Cannabis 2015 legalisiert.

### Litauen
Das litauische Parlament beschloss 2018, dass ab Mai 2019 auf Cannabis basierende Medikamente ärztlich verordnet werden dürfen.

### Malta
Medizinisches Cannabis wurde in Malta im März 2018 legalisiert. Im Mai 2021 schlug die auf Malta regierende Partit Laburista die Legalisierung von Cannabis zum Freizeitgebrauch vor. Ein Gesetzentwurf, der den Besitz von bis zu 7 Gramm Cannabis und den privaten Anbau von bis zu vier Cannabispflanzen ermöglicht, wurde im Oktober 2021 veröffentlicht. Der Gesetzentwurf enthält auch die Möglichkeit, Cannabis Social Clubs zu gründen. Diese dürfen bis zu 50 Gramm Cannabis pro Monat an ihre Mitglieder abgeben. Der Verkauf von Cannabis und der Konsum in der Öffentlichkeit bleiben verboten. Das maltesische Parlament verabschiedete das Gesetz am 14. Dezember 2021. Am 18. Dezember 2021 trat es mit der Unterschrift des maltesischen Präsidenten George Vella in Kraft. Im April 2022 veröffentlichte die Authority for the Responsible Use of Cannabis Kriterien für die Erteilung einer Lizenz für Cannabis Associations.

### Niederlande
Der Besitz von bis zu 5 Gramm Cannabis ist in den Niederlanden legal. Auch der Verkauf von Cannabis in Coffeeshops ist legal. Die Coffeeshops müssen sich jedoch auf dem Schwarzmarkt mit Ware eindecken, da Anbau und Ankauf von Cannabis in großen Mengen verboten ist.
Die Niederlande starteten im Dezember 2023 ein Experiment mit dem Handel mit legal angebautem Marihuana. Coffeeshops in den südlichen Städten Tilburg und Breda dürfen als erste die legal gezüchteten Drogen verkaufen, teilte Gesundheitsminister Ernst Kuipers im Februar 2023 dem Parlament mit. Es gehe zunächst um eine Testphase. Da Coffeeshops durch die aktuelle Rechtslage auf illegale und oft kriminelle Großhändler angewiesen sind, ist die niederländische Regierung auf der Suche nach Alternativen. Daher hat sie einem Experiment mit staatlich kontrolliertem Anbau von Marihuana zugestimmt, an dem zehn Kommunen teilnehmen. Nach dem Experiment will die Regierung über die vollständige Legalisierung von Cannabis entscheiden.
Medizinisches Cannabis kann in den Niederlanden seit 2003 von Ärzten verschrieben werden.

### Nordmazedonien
Cannabis für medizinische Zwecke wurde in Nordmazedonien 2016 legalisiert.

### Polen
In Polen ist medizinisches Cannabis seit 1. November 2017 legalisiert. Tatsächlich in Apotheken erhältlich ist es jedoch erst seit Januar 2019.

### Portugal
Anders als bisweilen fälschlich angenommen wird, sind Drogen in Portugal bis heute nicht legal. Das gilt nicht einmal für den Besitz kleiner Mengen. Doch der Besitz geringer Mengen zum Eigenverbrauch wurde durch das Gesetz 30/2000 entkriminalisiert. Seitdem ist es eine Ordnungswidrigkeit, wie etwa Falschparken. Als begrenzter Konsum gelten zehn Tagesrationen. Die jeweilige Menge dafür wurde im Gesetz genau bestimmt. Wer bis zu 25 Gramm Marihuana besitzt, dem droht keine Strafe. Wer mit größeren Mengen erwischt wird, gilt als Dealer und wird nach dem Strafrecht entsprechend bestraft.
Allerdings lässt es die Polizei auch bei der Entdeckung kleiner Mengen nicht mit der Beschlagnahmung bewenden. Doch statt Strafe kommt ein zentraler Aspekt der neuen Drogenpolitik zur Anwendung. Wer mit Eigenverbrauchsmengen erwischt wird, muss wegen eines Verstoßes gegen die öffentliche Ordnung vor einer der „Comissões para a Dissuasão da Toxicodependência“ (CDT) antreten. Diese Ausschüsse zur Bekämpfung der Drogensucht werden von einem Juristen, einem Sozialarbeiter und einem Psychologen gebildet. Mit dem Konsumenten wird dann dessen Suchtverhalten besprochen und die möglichen Folgen diskutiert.
Die CDT können, wenn jemand zum zweiten Mal vorstellig werden musste, auch Bußgelder verhängen oder die Betroffenen zu einer Sozialarbeit verpflichten. Sie können auch Platzverbote aussprechen, geben aber auch Unterstützung und bieten Therapien an. Nur etwa 1500 Personen erscheinen derzeit pro Jahr in der Hauptstadt Lissabon vor einem CDT, eine niedrige Zahl. In mehr als zwei Drittel der Fälle geht es dabei um den Besitz von Cannabis.
Medizinisches Cannabis wurde in Portugal 2018 legalisiert.

### Russland
Der Konsum von Cannabis wird in Russland bzw. der Russischen Föderation mit bis zu 5.000 Rubel (ca. 70 Euro) Geldstrafe oder bis zu 15 Tage Freiheitsentzug bestraft. Ausländer werden zusätzlich aus dem Land ausgewiesen. Wer Mengen von weniger als sechs Gramm besitzt, kauft, transportiert oder verarbeitet, muss mit Geldstrafen von bis zu 4000 Rubel (ca. 55 Euro) oder 15 Tagen Freiheitsentzug rechnen.
Bei Mengen zwischen sechs und 100 Gramm drohen die folgenden Strafen:
- Geldstrafe von 40.000 Rubel (ca. 500 Euro) oder drei Monatseinkommen
- bis zu drei Jahre Freiheitsentzug
- 480 Stunden soziale Arbeit

Ab 100 Gramm werden die Strafen härter, Freiheitsentzug von bis zu zehn Jahren ist möglich.

### Slowenien
In einer Volksbefragung im Juni 2024 sprachen sich die Slowenen sowohl für die medizinische Nutzung von Cannabis als auch für die Freigabe von Freizeitcannabis aus. Im Juli 2025 wurde ein Gesetzentwurf zur Legalisierung von Freizeitcannabis im Parlament eingebracht. Durch diesen soll künftig allen Volljährigen der Anbau von vier Cannabispflanzen pro Person und von maximal sechs Pflanzen pro Haushalt gestattet sein. Die mitgeführte Menge von Cannabis im öffentlichen Raum soll auf sieben Gramm pro Person begrenzt werden. Gleichzeitig dürfen 150 Gramm Cannabis pro Person oder 300 Gramm pro Haushalt zu Hause gelagert werden.

### Spanien
In Spanien wird der Anbau und Konsum von Cannabis in Cannabis Social Clubs geduldet, d. h., Mitglieder dürfen gemeinsam Cannabis anbauen und in den Clubs konsumieren, jedoch nicht an Außenstehende weitergeben.
Für den Eigenbedarf dürfen Volljährige bis zu 100 Gramm Marihuana oder 25 Gramm Haschisch besitzen. Das Mitführen von Cannabis in der Öffentlichkeit ist jedoch verboten und wird mit einem Bußgeld geahndet.

### Tschechien
In Tschechien wird seit dem 1. Januar 2010 der Besitz von bis zu 15 Gramm Marihuana nicht mehr strafrechtlich verfolgt, sondern nur mit einer Geldstrafe bis zu 570 € geahndet. Der oberste Gerichtshof hat im April 2014 jedoch die Menge auf 10 Gramm Marihuana heruntergesetzt. Der private Anbau von bis zu fünf Cannabis-Pflanzen pro Person zur Deckung des Eigenbedarfes ist nicht mehr strafbewehrt, sondern zieht allenfalls noch eine Geldbuße von bis zu 600 Euro oder die Ableistung von Sozialstunden nach sich.
Im Januar 2013 wurde im tschechischen Parlament die Freigabe von Cannabis für medizinische Zwecke beschlossen. Von 2019 auf 2020 vervierfachte sich die Menge des zu medizinischen Zwecken abgegebenen Cannabis.
Cannabisblüten mit bis zu 0,3 % THC werden in Tschechien legal verkauft, ebenso cannabishaltiger Eistee und Gummibärchen. Seit dem Jahresbeginn 2022 liegt die zulässige THC-Obergrenze bei 1 %.
Am 30. Mai 2025 billigte das Abgeordnetenhaus des Parlaments der Tschechischen Republik mit den Stimmen von 142 der 159 anwesenden Abgeordneten einen Gesetzesvorschlag zur weitergehehenden Entkriminalisierung von Cannabis. Nach diesem Vorschlag soll künftig der Eigenanbau von maximal drei Cannabispflanzen sowie der Besitz von bis zu 100 Gramm Cannabis zu Hause und 25 Gramm außerhalb der eigenen Wohnung straffrei sein. Die Einführung eines regulierten Cannabismarktes (also des legalen Verkaufs) wurde jedoch abgelehnt.

### Ukraine
Im Juni 2022 wurde im ukrainischen Parlament ein Gesetzentwurf zur Legalisierung von medizinischem Cannabis eingebracht. Im Juli 2023 wurde er in erster Lesung gebilligt. Im Dezember 2023 wurde das Gesetz verabschiedet. Präsident Wolodymyr Selenskyj unterschrieb das Gesetz im Februar 2024. Am 16. August 2024 trat das Gesetz in Kraft.

### Vereinigtes Königreich
Fachärzte in Großbritannien dürfen seit dem 1. November 2018 medizinisches Cannabis verordnen.

### Zypern
Im Februar 2019 hat das zypriotische Parlament der Legalisierung von Cannabis zu medizinischen Zwecken zugestimmt.

## Staaten außerhalb Europas

### Antigua und Barbuda
Anhänger der Glaubensrichtung der Rastafari dürfen auf Antigua und Barbuda seit Juni 2023 Cannabis legal anbauen und konsumieren.

### Argentinien
In Argentinien ist seit November 2020 der Anbau von Marihuana für den medizinischen Eigenbedarf und seit August 2023 die industrielle Produktion von Marihuana für medizinische Zwecke erlaubt. Cannabis darf auch für die Lebensmittelproduktion einschließlich Energy-Drinks verwendet werden.

### Australien
Medizinisches Cannabis wurde in Australien mit Wirkung ab November 2016 legalisiert.
Mit Wirkung ab dem 31. Januar 2020 hat das Australian Capital Territory Besitz und Anbau von Cannabis legalisiert. Der Besitz von 50 Gramm Cannabis sowie der Anbau von bis zu zwei Cannabispflanzen pro Person (max. vier Pflanzen in einem Haushalt) sind dort für Personen ab 18 Jahren nicht mehr strafbar.
In zwei weiteren Bundesstaaten, Northern Territory und South Australia, wurde Cannabis entkriminalisiert.

### Bahamas
Die Regierung der Bahamas hat im August 2023 mehrere Gesetzesentwürfe vorgelegt, die darauf abzielen, Marihuana für medizinische und religiöse Zwecke zu legalisieren und den Besitz kleiner Mengen zu entkriminalisieren.

### Bermuda
Der Besitz von bis zu 7 Gramm Cannabis wurde 2017 entkriminalisiert.

### Brasilien
Am 23. August 2006 wurde das Gesetz Nr. 11.343 Nova Lei Antidrogas verabschiedet, das zum 6. Oktober 2006 in Kraft trat. Durch dieses neue Gesetz wird eine Abkehr vom Prinzip der zero tolerância durchgeführt. Statt wie bisher einen an das System der USA (escola americana) angelehnten Weg zu verfolgen und Benutzer illegaler Drogen zu kriminalisieren, wird ein Weg eingeschlagen, der eher den europäischen Prinzipien entspricht.
In diesem Gesetz, das die bisherigen Gesetze 6.378 und 10.409 ablöst, ist unter anderem festgelegt, dass der Besitz und der Konsum illegaler Drogen nicht mehr als Verbrechen angesehen wird, und die Benutzer somit nicht mehr zu Gefängnisstrafen verurteilt werden können. Bisher galt in Brasilien für Drogenbesitz ein Strafrahmen von sechs Monaten bis drei Jahren Freiheitsentzug. Stattdessen kann nun mit weniger repressiven Mitteln versucht werden, auf Benutzer illegaler Drogen Einfluss zu nehmen. Als Mittel kommen insbesondere Verwarnungen, Betreuung durch Sozialarbeiter oder auch die Verpflichtung zu gemeinnütziger Arbeit in Betracht.
Dieses Gesetz bezieht sich nicht nur auf Cannabis, sondern schließt sämtliche illegalen Drogen ein. Auch die Nomenklatur wurde verändert; war bisher von tóxicos die Rede, so kommt jetzt der Terminus drogas zur Anwendung. Im Gegenzug wurde das mögliche Strafmaß für den Handel mit illegalen Drogen erhöht. Der bisher geltende Strafrahmen von drei bis fünfzehn Jahren Freiheitsentzug wurde auf fünf bis fünfzehn Jahre verschärft.
Medizinisches Cannabis wurde Ende 2019 freigegeben – jedoch darf es nicht in Brasilien angebaut werden.
Im Juni 2024 wurde der Besitz von Cannabis durch den obersten Gerichtshof des Landes entkriminalisiert. Künftig gilt der Besitz von bis zu 40 Gramm Cannabis und der Anbau von bis zu 6 Cannabispflanzen als Ordnungswidrigkeit und nicht mehr als Straftat. Cannabis bleibt in Brasilien weiterhin eine illegale Substanz, die nicht in der Öffentlichkeit konsumiert werden darf.

### Costa Rica
Medizinisches Cannabis wurde in Costa Rica im März 2022 legalisiert. Ein Versuch, auch Freizeitcannabis zu legalisieren, scheiterte im August 2023.

### Ghana
Im Juli 2023 erlaubte das Parlament Ghanas den Anbau von Cannabis zu industriellen und medizinischen Zwecken. Ghana ist zudem das Land mit dem höchsten Cannabiskonsum weltweit. Auch wenn Cannabis noch illegal ist und hohe Strafen drohen, wird dies in der Praxis kaum umgesetzt. Mit der Liberalisierung 2023 folgt Ghana dem globalen Trend und weitere Lockerungen werden erwartet.

### Indonesien
Das indonesische Verfassungsgericht lehnte im Juli 2022 einen Antrag auf Zulassung von medizinischem Cannabis ab. Generell ist Cannabis in Indonesien verboten – bei Verstößen drohen harte Strafen.

### Israel
In Israel ist der Konsum nur für medizinische Zwecke mit ärztlichem Rezept erlaubt. Der Besitz kleinerer Cannabismengen wurde 2019 entkriminalisiert – der erstmalige Verstoß wird mit einem Bußgeld von 1.000 Schekel (260 Euro) geahndet, der zweite Verstoß mit 2.000 Schekel. Erst beim dritten Verstoß wird ein Strafverfahren eingeleitet.

### Jamaika
Am 2. Juni 2014 entschied die Jamaikanische Regierung um Portia Simpson Miller, kleine Mengen Marihuana für den privaten, medizinischen oder wissenschaftlichen Gebrauch zu entkriminalisieren. Eventuell sei lediglich ein Ordnungsgeld zu zahlen. Der Anhang zum bestehenden Gesetz definiert zwei Unzen als Mindestmenge für eine Verhaftung.

### Japan
Im Rahmen der Potsdamer Beschlüsse für Japan trat am 24. November 1945 eine Verordnung in Kraft, die die Kultivierung von rauschgifthaltigen Pflanzen und die Produktion von Drogen untersagte. Zum 10. Juli 1948 wurde diese Regelung dann ebenfalls auf Betreiben der US-Besatzungsbehörden (GHQ/SCAP) durch das „Drogenkontrollgesetz“ (麻薬取締法, Mayaku torishimarihō), sowie ein spezielles „Hanfkontrollgesetz“ (大麻取締法, Taima torishimarihō) abgelöst.
Dieses sieht in Artikel 24 für Kultivierung sowie Ein- und Ausfuhr von Hanf ohne Erlaubnis eine Freiheitsstrafe bis zu sieben Jahren vor bzw. bei gewerblicher Absicht bis zu zehn Jahren und drei Millionen Yen Geldstrafe. Artikel 24b sieht für Besitz und Weitergabe eine Freiheitsstrafe bis zu fünf Jahre vor bzw. bei gewerblicher Absicht bis zu sieben Jahre und bis zu zwei Millionen Yen Geldstrafe. Artikel 24c sieht dieselben Strafen für praktisch jegliche Nutzung, ausgenommen für Forschungszwecke, vor, für die eine spezielle Erlaubnis eingeholt werden muss.
Jedes Jahr werden etwa 2.000 Personen auf Grund dieser Delikte verurteilt.
Die japanische Regierung ist bereit, die Verwendung von medizinischem Marihuana zur Behandlung von Patienten mit hartnäckigen Krankheiten zuzulassen, wie aus im Januar 2023 veröffentlichten Gesetzentwürfen hervorgeht. Das japanische Parlament billigte das Gesetz im Dezember 2023.

### Kanada
In Kanada ist der Besitz von Cannabis seit dem 17. Oktober 2018 weitgehend legalisiert. Personen ab 19 Jahren (in der Provinz Alberta ab 18 Jahren, in Quebec ab 21 Jahren) dürfen außerhalb der eigenen Wohnung bis zu 30 Gramm Cannabis mitführen und dieses in staatlich lizenzierten Geschäften oder über das Internet beziehen. Für gewöhnlich ist der Konsum von Cannabis überall da erlaubt, wo auch Tabakprodukte geraucht werden können. Die Regelungen in den insgesamt 13 Provinzen des Landes divergieren jedoch. So ist der Konsum in Neufundland oder Nunavut nur im privaten Bereich außerhalb der Öffentlichkeit gestattet. Der Handel auf dem Schwarzmarkt sowie das Fahren unter Drogeneinfluss sind weiterhin illegal.

### Kolumbien
Medizinisches Cannabis wurde in Kolumbien 2015 legalisiert. Der Besitz von Freizeitcannabis wurde bis zu einer Menge von 20 Gramm entkriminalisiert.

### Lesotho
Im Jahr 2018 erteilte Lesotho als erste afrikanische Nation Lizenzen für den Anbau von Cannabis für medizinische Zwecke.

### Libanon
Im Libanon wurde im April 2020 der Anbau von Cannabis zu medizinischen Zwecken legalisiert.

### Marokko
2021 hat die marokkanische Regierung ein Gesetz verabschiedet, das den Anbau von Cannabis für medizinische, kosmetische und industrielle Zwecke regelt. Weiterhin hat die Regierung im März 2022 die offiziellen Anbaugebiete festgelegt, die im Nordosten des Landes liegen.

### Mexiko
Am 28. Juni 2021 erklärte der oberste Gerichtshof ein Gesetz des Landes für verfassungswidrig, das den Konsum von Marihuana generell unter Strafe stellt. Der Konsum von Cannabis ist damit zwar noch nicht erlaubt und auch der Handel mit der Droge bleibt weiterhin verboten; allerdings kann von nun an jeder, der möchte, eine Erlaubnis beantragen zum Konsum oder auch zum Anbau von Cannabis. Im Mai 2022 stellte der oberste Gerichtshof klar, dass der Besitz jeder beliebigen Menge Marihuana erlaubt ist, sofern sie zum persönlichen Gebrauch bestimmt ist.

### Neuseeland
Im Dezember 2018 verabschiedete die neuseeländische Regierung ein Gesetz, welches den Gebrauch von Marihuana zu medizinischen Zwecken legalisiert hat.

### Nordkorea
In Nordkorea sind Marihuana und Haschisch als illegale Drogen wie Heroin und Kokain eingestuft. Jedoch wird dort THC-freier bzw. -armer Wildhanf-Knaster als billiger Tabakersatz offen gehandelt. Nordkorea nutzt Industriehanf offiziell für die Textil- und Lebensmittelindustrie.

### Panama
Panamas Präsident Laurentino Cortizo unterzeichnete im August 2022 ein Gesetz zur Legalisierung von medizinischem Cannabis.

### Paraguay
In Paraguay wurde der Cannabiskonsum zu medizinischen Zwecken im August 2020 legalisiert, vorausgesetzt, der Konsument kann ein ärztliches Zertifikat vorweisen. Gemäß Gesetz 1340/1988 ist der legale Besitz jedoch auf 10 g beschränkt. Im April 2024 wurde eine öffentliche Debatte über eine Erhöhung der erlaubten Menge entfacht, nachdem eine 62-jährige Schweizerin, die auf ihrem Balkon zwei Marihuanapflanzen züchtete, um sie nachts zum besseren Einschlafen zu nutzen, verhaftet worden war, weil das Gewicht bei rund 30 g lag. Daraufhin wurde im Parlament ein Gesetz vorgelegt, das den persönlichen Anbau von drei Cannabispflanzen zu Hause und den Besitz bis zu 40 g erlauben soll.

### Peru
Medizinisches Cannabis wurde 2017 durch das Gesetz Nr. 30681 legalisiert.

### Simbabwe
Die Regierung Simbabwes hat im April 2018 angekündigt, dass sie zukünftig Unternehmen den Anbau von medizinischem Cannabis genehmigt. Simbabwe ist damit das zweite Land in Afrika, das den Cannabisanbau legalisiert hat.

### Südafrika
Medizinisches Cannabis ist legal in Südafrika.
Das Verfassungsgericht Südafrikas hat im September 2018 den Anbau von Cannabis zum Eigenverbrauch sowie den Besitz und Konsum von Cannabis außerhalb der Öffentlichkeit legalisiert. Im Mai 2024 wurde die Verfassungsgerichtsentscheidung durch den Cannabis for Privat Purposes Act in geltendes Recht umgesetzt.

### Thailand
Das Parlament Thailands beschloss im Dezember 2018 die Freigabe von Marihuana für medizinische Zwecke. Damit ist Thailand der erste Staat in Asien, der die medizinische Anwendung von Cannabis legalisiert hat. Auch Privathaushalte dürfen Cannabis für medizinische Zwecke oder zur Kosmetikherstellung anbauen.
Am 9. Juni 2022 wurde der Anbau und Besitz von Marihuana entkriminalisiert. Das Rauchen von Marihuana in der Öffentlichkeit wird jedoch immer noch als Belästigung angesehen und kann mit einer dreimonatigen Haftstrafe sowie einer Geldstrafe von umgerechnet rund 675 Euro geahndet werden. 4.200 Personen, die wegen Cannabisdelikten inhaftiert waren, wurden freigelassen, da Cannabis von der Liste der Betäubungsmittel gestrichen wurde. Der Verkauf an Personen unter 20 Jahren, Schwangere und stillende Mütter wurde untersagt.
Haushalte können bis zu 6 Pflanzen auf ihrem privaten, eingezäunten Grundstück anpflanzen. Die Pflanzen müssen lediglich beim Dorfvorsteher (ผู้ใหญ่บ้าน Puu Yai Baan) registriert werden. Ab 6 Pflanzen ist eine behördliche Genehmigung erforderlich. Die Thairegierung ermutigte Dorfbewohner in ländlichen Gebieten, Cannabis anzupflanzen, indem sie 1 Million Samen an Dorfbewohner verteilte. Der stellvertretende Premierminister Anutin Charnvirakul begründete diesen Schritt damit, dass die ländliche Bevölkerung damit zusätzliche Einnahmen erzielen könnten. Auch würde der Verkauf von Cannabis den Tourismus fördern. Ausländischen Firmen oder Firmen mit ausländischen Mehrheitsinhabern wurde der Anbau von Cannabis nicht gestattet.
Restaurants und Cafés können legal Getränke und Speisen anbieten, welche Cannabis enthalten. Der Anteil von THC muss aber unter 0,2 % betragen.
Seit dem 26. Juni 2025 ist die Abgabe von Marihuana nur noch mit einer Verschreibung zulässig. Shops erhalten künftig die Möglichkeit, ihr Personal online durch traditionelle Thai-Medizin-Ausbilder zertifizieren zu lassen. Auch Apotheker und Zahnärzte dürfen Rezepte ausstellen – nicht nur voll ausgebildete Ärzte in Kliniken. Viele Verkaufsstellen planen daher, wie Apotheken direkt vor Ort Verschreibungen auszustellen. Der Anbau von Cannabis im eigenen Haushalt zur persönlichen Nutzung bleibt weiterhin erlaubt und rezeptfrei.

### Uruguay

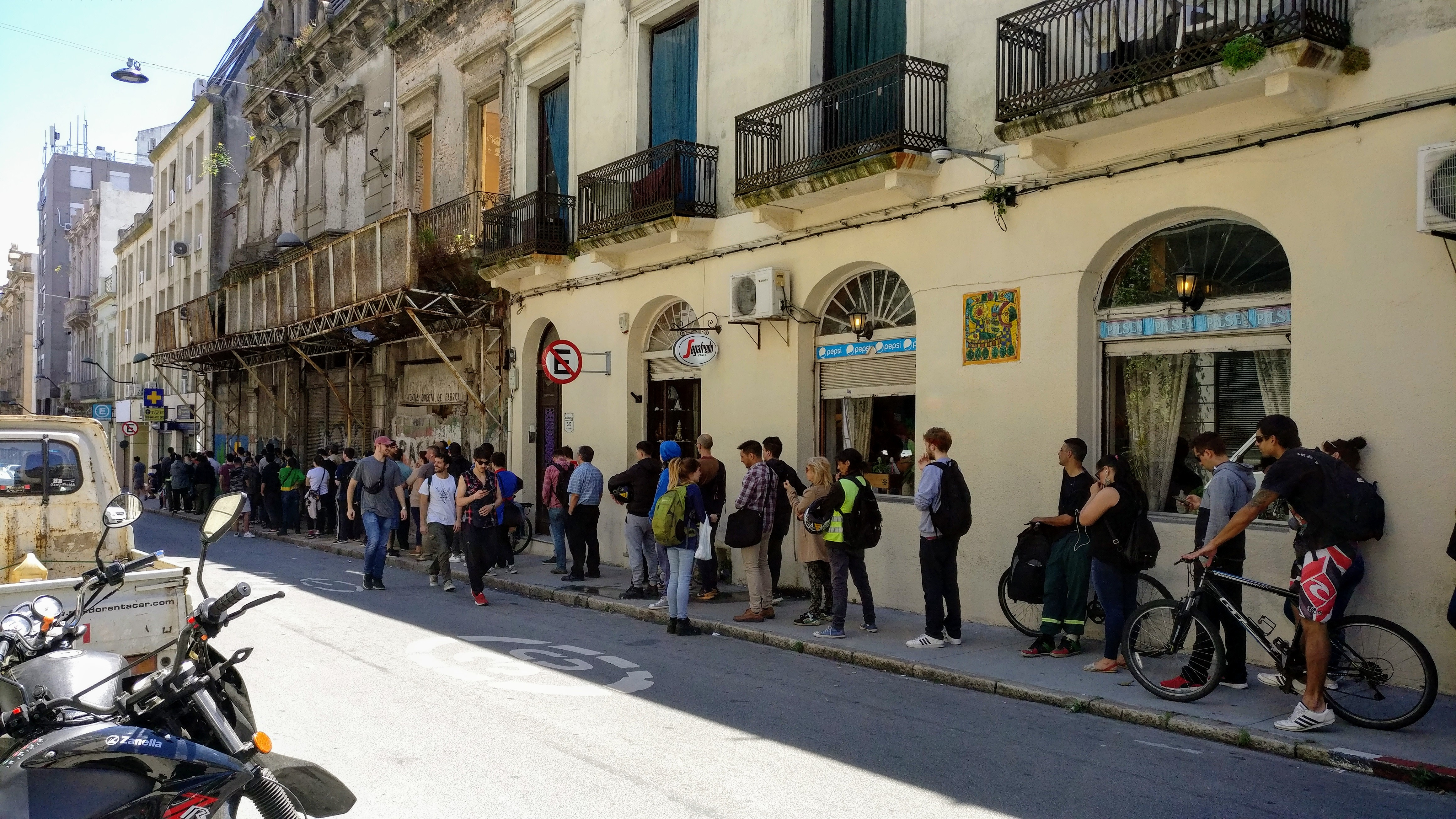
Warteschlange vor einer zum Verkauf autorisierten Apotheke in Montevideo (2018)

Uruguay gab am 11. Dezember 2013 bekannt, als erstes Land weltweit den Anbau und Verkauf von Marihuana und Cannabisprodukten unter staatlicher Kontrolle zu legalisieren. Jeder Erwachsene mit uruguayischer Staatsbürgerschaft kann künftig monatlich bis zu 40 Gramm Marihuana in Apotheken kaufen, maximal 10 Gramm die Woche und zwei Sorten. Privatpersonen dürfen zudem bis zu sechs Cannabis-Pflanzen im Jahr züchten. Zudem werden Marihuana-Clubs mit 15 bis 45 Mitgliedern erlaubt. Diese Clubs dürfen dann jeweils bis zu 99 Pflanzen jährlich anbauen und jedem Mitglied jährlich bis zu 480 Gramm für den Eigenkonsum gestatten. Am 19. November 2016 gab das Institut für Regulierung und Kontrolle von Cannabis bekannt, dass künftig ein Gramm Marihuana umgerechnet 1,30 US-Dollar (ursprünglich angekündigt für rund einen Dollar) bzw. 1,20 Euro kostet. Der damalige Staatschef José Mujica erhoffte sich von der Maßnahme eine effizientere Bekämpfung der Drogenkartelle. Ziel dieses Gesetzes ist es die negativen Konsequenzen des Cannabis-Konsums auf die Gesellschaft anzugehen. Der Anbau und Handel sollen aber von einer staatlichen Kommission kontrolliert werden. Die Konsumenten müssen sich in einem Register eintragen, Minderjährigen und Ausländern bleibt der Konsum verboten. Die Opposition fürchtet dennoch, dass sich ein Drogentourismus entwickeln wird. Die Ausfuhr aus dem Land ist verboten. Bislang waren in Uruguay der Konsum und der Besitz von Cannabis zum persönlichen Bedarf erlaubt, aber der Handel und dessen Anbau verboten.
Der Start des legalen Verkaufs war ursprünglich für Mitte 2014 geplant, wurde aber aufgrund technischer Schwierigkeiten mit dem Software-System zur Regulierung der Apotheken-Käufe auf 2015 verschoben, welche jedoch aufgrund erneuter Verzögerungen noch nicht getätigt werden konnten (Stand: November 2016). Der Start für den Verkauf erfolgte am 19. Juli 2017, in zunächst 16 Apotheken, welche bislang die staatlichen Auflagen erfüllen. Der Konsum ist am Arbeitsplatz, auf öffentlichen Plätzen oder am Steuer verboten.
Der Verkaufspreis wird regelmäßig angehoben und liegt seit Februar 2024 je nach Sorte bei 430 bis 500 uruguayischen Pesos (9,60 bis 11,20 Euro) pro 5-Gramm-Packung. Am Beginn der Legalisierung 2017 lag er bei 187 Pesos.

### Vereinigte Staaten

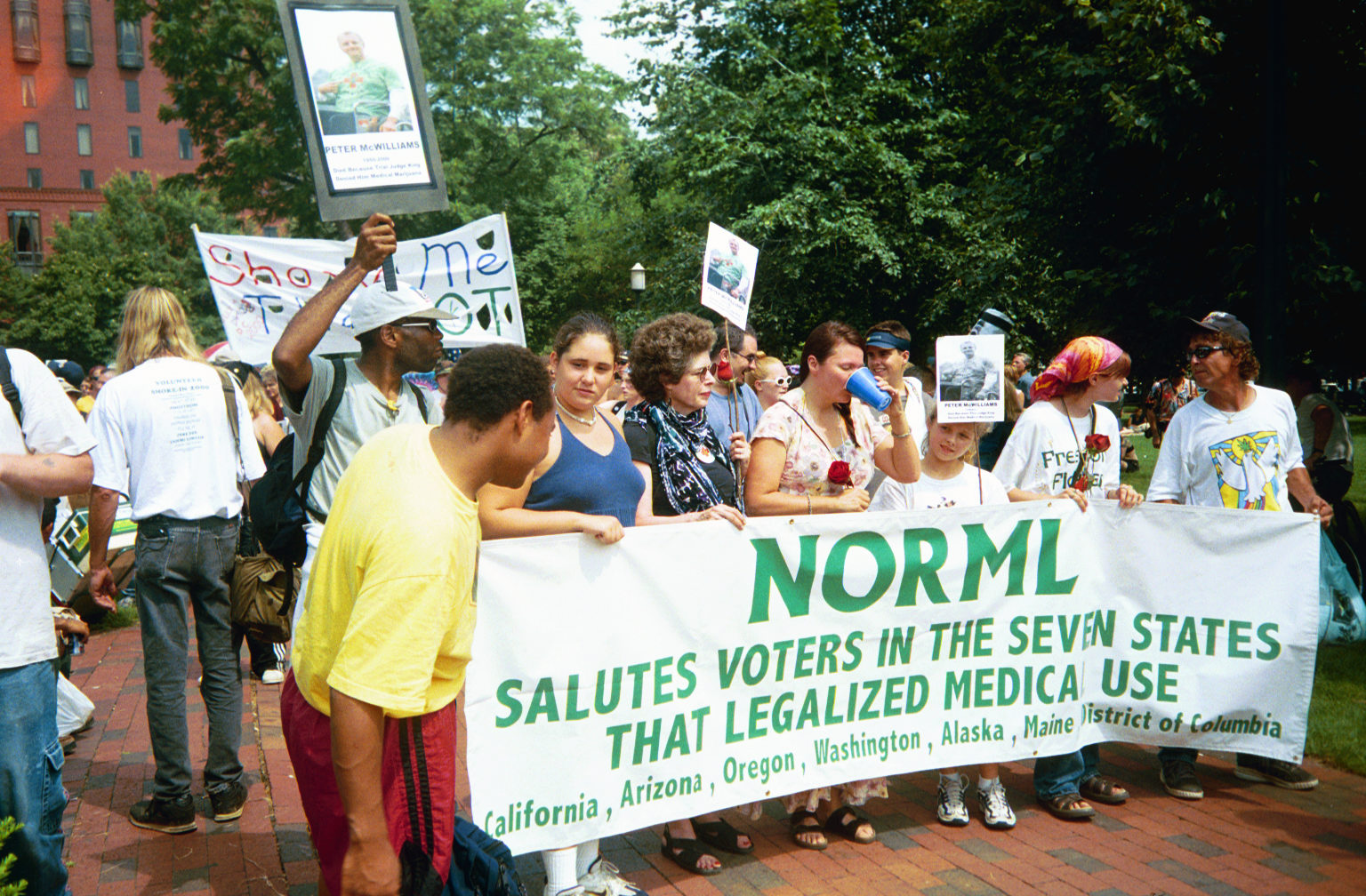
Protestkundgebung der National Organization for the Reform of Marijuana Laws, Washington, D.C., 2000

Rechtlicher Status des Cannabis-Besitzes in den Vereinigten Staaten:
Besitz von Cannabis legal
medizinische Anwendung legalisiert
medizinische Anwendung legal, beschränkter THC-Gehalt
vollständiges Cannabis-Verbot
D Besitz von THC entkriminalisiert

Seit 1937 ist Cannabis in den USA gesetzlich eingeschränkt. In diesem Jahr wurde es durch den Marijuana Tax Act mit einer Steuer von 100 Dollar pro Unze belegt. 1971 folgte durch den Controlled Substances Act schließlich ein komplettes Cannabis-Verbot. Als eine treibende Kraft hinter der Kriminalisierung gilt Harry J. Anslinger. Wegen Cannabisdelikten sitzen in den USA heute etwa 3,5 % der insgesamt ca. 1,2 Millionen amerikanischen Gefängnisinsassen ein. Da Strafrecht in die Zuständigkeit der amerikanischen Gliedstaaten fällt, variiert die Ahndung von Bundesstaat zu Bundesstaat je nach der dortigen Gesetzeslage.
1996 ließ Kalifornien nach einer Volksabstimmung als erster Bundesstaat Marihuana für medizinische Anwendungen zu. Den Ärzten wurde hier viel Spielraum zugestanden, so dass die Verschreibung auch für weniger schwerwiegende Beschwerden wie Rückenschmerzen erfolgen konnte. Der Verkauf erfolgte über lizenzierte Verkaufsstellen (sog. „Medical Cannabis Dispensaries“). Cannabis war und ist jedoch weiterhin durch das Bundesgesetz der USA verboten, so dass es in einigen kalifornischen Einrichtungen zu Hausdurchsuchungen durch Bundespolizisten kam.
Am 6. November 2012 haben die Bundesstaaten Washington (Washington Initiative 502) und Colorado (Colorado Amendment 64) den Privatbesitz von bis zu 28 Gramm Cannabis per Volksabstimmung legalisiert. Inzwischen wurde Cannabis zum Freizeitgebrauch auch in Alaska, Arizona, Connecticut, Delaware, Illinois, Kalifornien, Massachusetts, Maine, Maryland, Michigan, Minnesota, Missouri, Montana, Nevada, New Jersey, New Mexico, New York, Ohio, Oregon, Rhode Island, Vermont, Virginia sowie im Bundesdistrikt Washington, D.C. weitgehend legalisiert. Hierdurch ist die Anzahl der Bundesstaaten, in denen die Droge gemäß den Gesetzen des jeweiligen Staates legal besessen werden kann, auf 24 plus Washington, D.C. angewachsen (Stand: November 2023). Nach Bundesrecht ist Cannabis allerdings weiterhin illegal.
Marihuana zu medizinischen Zwecken ist in 39 Bundesstaaten und in Washington, D.C. legal (Stand November 2024).
Am 28. August 2013 hat die Bundesregierung der USA angekündigt, dass sie nicht länger aktiv gegen Cannabis-Delikte vorgehen werde, wenn in den entsprechenden Staaten der Konsum und Besitz von kleinen Mengen erlaubt ist. Die DEA soll nun nur dann eingreifen, wenn Gewalt oder Feuerwaffen bei dem Vorfall beteiligt sind. Dies soll vor allem Banden und Kartelle betreffen. Auch in den Staaten, in welchen Cannabis weiterhin illegal ist, wird die DEA aktiv bleiben. In Bundesstaaten mit legalem Cannabis existieren mit dem Verbot des Verkaufs an Minderjährige, des Konsums auf offener Straße und der Mitnahme in andere Bundesstaaten weiterhin gesetzliche Restriktionen, deren konkrete Ausgestaltung variiert.
2018 haben die Nördlichen Marianen als erstes Außengebiet der USA den Besitz und Verkauf von Cannabisprodukten als Genuss- und Arzneimittel legalisiert. 2019 folgte die Legalisierung im Außengebiet Guam. 2023 erfolgte die Legalisierung auf den Amerikanischen Jungferninseln.